# バーニーの世界
『バーニーの世界』（バーニーのせかい、原題: Barney's World）はアメリカ合衆国およびカナダの3DCGテレビアニメシリーズ。かつて米PBSが製作した『バーニー&フレンズ』のリブートとして、2024年よりカートゥーン・ネットワークを中心に放送されている。

## 概要
このシリーズは、町の公園にてデヴィッド、メル、ヴィヴィーという3人の子どもたちが、想像の恐竜バーニーとともに想像力豊かな冒険を通し、自分や他人を愛することを学んでいく様子を描いている。
1987年より販売開始のホームビデオシリーズ『Barney & the Backyard Gang』およびそのテレビシリーズ『バーニー&フレンズ』を原作としている。紫の恐竜バーニーが登場するシリーズにおいて、新作の放送は2010年以来の14年ぶりとなる。
シリーズは全権利を所有するマテルのテレビ番組制作部門であるマテル・テレビジョンと、コーラス・エンターテイメントの子会社ネルバナとの共同制作。実写で制作された旧シリーズとは異なり、今作は全編3DCGアニメーションとなっており、アニメーション制作はサタデー・アニメーションスタジオが担当している。また楽曲を中心に旧シリーズのリファレンスも随所で見られる。

## 日本での展開
全世界同時展開に対応し、2024年10月19日にカートゥーン・ネットワークにて先行放送が開始。レギュラー放送は11月4日から平日午前8時より開始予定。キッズステーションにて放送されていた旧シリーズとは異なり、歌唱シーンを含めた全編が吹き替えられている。
カートゥーン・ネットワーク日本公式Youtubeチャンネルには、本編第1話と各ショートアニメが投稿されている。

## 登場キャラクター
※声はオリジナル（北米）版/日本語吹替版（ショートアニメを除く）。

### 恐竜
バーニー（Barney）
声：ジョナサン・ラングドン/武内駿輔
公園に暮らす紫色のティラノサウルス。愛に満ち溢れており、想像力で公園をより楽しい場所にする。
ベイビーポップ（Baby Pop）
声：ブリン・マクオーレイ/後藤恵里菜
緑色のトリケラトプス。はっきりとものを言う性格。バーニーの想像をビリーとともに盛り上げる。
ビリー（Billy）
声：ジョナサン・タン/片貝直生
黄色のプロトケラトプス。オリジナルシリーズのBJにあたる。派手な動きが大好き。

### 子どもたち
デヴィッド（David）
声：ジェイド・デロッシュ/海弓シュリ
穏やかで気遣いの得意な少年。兄と幼い妹がいる。
メル（Mel）
声：ダイアナ・ツォイ/荻野葉月
負けず嫌いの少女。韓国人とメキシコ人のハーフで、両親の母国語をよく用いる。
ヴィヴィー（Vivie）
声：エラ・パチョッコ/古谷佳乃
創造力の豊かな少女。祖母と暮らしている。

### サブキャラクター
グレイディ（Grady）
声：エドワード・グレン/水野駿太郎
公園の管理人。旧シリーズのボイドさん（Mr. Grady Boyd）が、今作ではファーストネームで呼ばれている。
ミズ・ルイス（Ms. Lewis）
声：リサ・ミッチェル・コーネリウス/山本亜衣
デヴィッドの母親。
リアム（Liam）
声：リアム・クイニングンキドニ/渡谷美帆
デヴィッドの兄。
メルのパパ（ルイス）（Luis）
声：アレハンドロ・アンプディア/谷口悠
メキシコ系。自動車の整備士。ガレージは公園の向かいにある。
グレイス（Grace）
声：ジーン・ユン/
メルの母。韓国系。
おばあちゃん（Nonna）
声：ノルマ・デラグネーゼ/菅家麻梨子
ヴィヴィーの祖母。イタリア人。公園で園芸を楽しんでいる。

## 楽曲

### オープニングテーマ
イントロ部分のメロディーおよび映像はオリジナルシリーズのリファレンスとなっているが、歌詞パートは今作独自のものとなっている。作詞・作曲はライアン・マクラーノンとロバート・メルマッド。

### エンディングテーマ
民謡『This Old Man』のメロディーを用いて、ホームビデオの頃から使用され続けられた楽曲『I Love You』は、カレイ・バーカーによって今作に向けた大幅なアレンジが為されている。

歌詞における具体的な変更点としては「自分を愛することは他人を愛することと同じくらい大切である」というメッセージを盛り込んだことが挙げられる。

## 製作史・エピソードリスト

### 前史
2010年、1992年より制作されていた『バーニー&フレンズ』の新作展開が打ち切られた。これは投資会社エイパックス・パートナーズが『バーニー』の権利所有者であるヒット・エンターテインメントの売却を検討しており、主力コンテンツである『きかんしゃトーマス』に集中する傍ら収益の低いコンテンツを削減することで、企業全体における収益性の見栄えを良くするためであった。
2011年10月、マテルがヒット社を買収。 マテルは当初より『トーマス』のみの権利取得を目的としていたため、2012年7月には『バーニー』と『アンジェリーナはバレリーナ』の権利売却を検討していると報じられたが、最終的には保有し続けることになった。
2015年、カナダの9ストーリー・メディアグループはマテル及びヒット社と提携し、『バーニー&フレンズ』と『アンジェリーナはバレリーナ』のリブートを発表した。2017年に11分のエピソードを52話分展開する予定であったが、いずれも実現しなかった。
2021年、マテルは『バーチャル・アナリストデー・プレゼンテーション』にて、『バーニー』がマテル・テレビジョンによる「開発中のテレビシリーズ」に含まれていることを発表。2023年2月にはネルバナと提携した翌年のフランチャイズ再開とその新たなビジュアルを発表した。同年5月9日には『Barney's World』のタイトルが発表され、カートゥーン・ネットワークでの放映、動画配信サービスMaxでの配信を予定していると発表した。

### 第1シリーズ
2024年10月14日にMaxにて第5話までの配信が開始。同日にはコーラス・エンターテイメントが所有するカナダのツリーハウスや英国のカートゥニートでも放送が開始された。10月18日より合衆国をはじめとした各国のカートゥーン・ネットワーク、カートゥニートにて順次放送が開始されている。10月11日には放送に先駆け、第1話がYouTubeにて先行配信された。
| 話数 | サブタイトル                                              | 脚本                   | 挿入歌                             | 挿入歌                             | 挿入歌                                    | 初回放送日         | 初回放送日      |
| 話数 | サブタイトル                                              | 脚本                   | タイトル                           | 作詞                               | 作曲・編曲                                | アメリカ合衆国の旗 | 日本の旗        |
| ---- | --------------------------------------------------------- | ---------------------- | ---------------------------------- | ---------------------------------- | ----------------------------------------- | ------------------ | --------------- |
| 1    | じめんはぶどうジャムごっこ The Floor Is Grape Jelly       | ローラ・ザク           | I Love You (I Love Me Too)         | （リバイバル）                     | カレイ・バーカー                          | 2024年 10月18日    | 2024年 10月19日 |
| 2    | アイラブユー！だいすき！ I Lovey You                      | ジム・ノーラン         | I've Got You                       | マット・ウィメット                 | エイヴァ・キバリアン                      | 2024年 10月18日    | 2024年 10月19日 |
| 3    | メルのいちばんのたからもの Mel's Greatest Treasure        | ニック・ロペス         | Clean Up, Clean Up                 | （リバイバル）                     | エイヴァ・キバリアン                      | 10月25日           | 2024年 10月19日 |
| 4    | まっかなトマトはひとつだけ One Ripe Tomato                | ジャン・マダニ         | The Sharing Song                   | カサンドラ・ダシルヴァ             | エイヴァ・キバリアン                      | 10月25日           | 2024年 10月19日 |
| 5    | バーニーのカーレース Bluish's Big Race                    | ローラ・ザク           | I Love You (I Love Me Too)         | （リバイバル）                     | カレイ・バーカー                          | 11月1日            | 10月26日        |
| 6    | ほんとうのことをいうゆうき The Brave Truth                | ノエル・ライト         | It's Brave to Tell the Truth       | カサンドラ・ダシルヴァ             | ジョナサン・パイク                        | 11月1日            | 10月26日        |
| 7    | あかはとまれ みどりはすすめ Red Light Stop Green Light Go | ニキ・リットン         | Body Check-In Song                 | マット・ウィメット                 | カサンドラ・ダシルヴァ ジョナサン・パイク | 11月8日            | 10月26日        |
| 8    | おおきいのがいちばん!? Big Bigger Best                    | スコット・グレイ       | I Love You (I Love Me Too)         | （リバイバル）                     | カレイ・バーカー                          | 11月8日            | 10月26日        |
| 9    | れんしゅうでかんぺき Practice Makes Purple                | ジム・ノーラン         | I Love You (I Love Me Too)         | （リバイバル）                     | カレイ・バーカー                          | 11月15日           | 11月2日         |
| 10   | チームメイト Team Mateys                                  | ローラ・ザク           | I Love to Listen to Your Ideas     | マリー・ヴァン・ワッセンホーヴェン | ネイサン・テボー・クレイスワース          | 11月15日           | 11月2日         |
| 11   | Save the Garden                                           | ノエル・ライト         | We Can Do Great Things             | カサンドラ・ダシルヴァ             | カサンドラ・ダシルヴァ ジョナサン・パイク | 2025年 1月17日     |                 |
| 12   | Dances with Goblins                                       | ニック・ロペス         | I Love You (I Love Me Too)         | （リバイバル）                     | カレイ・バーカー                          | 2025年 1月17日     |                 |
| 13   | Missing Mel                                               | スコット・グレイ       | I Love You (I Love Me Too)         | （リバイバル）                     | カレイ・バーカー                          |                    |                 |
| 14   | The Castaway Crew                                         | ジム・ノーラン         | Look What We Can Do                | エイヴァ・キバリアン               | エイヴァ・キバリアン                      |                    |                 |
| 15   | Drawing Attention                                         | ジェニファー・スケリー | Say How I Feel                     | メリッサ・マクレランド             | ネイサン・テボー・クレイスワース          |                    |                 |
| 16   | Worth the Wait                                            | ニック・ロペス         | Body Check-In Song                 | マット・ウィメット                 | カサンドラ・ダシルヴァ ジョナサン・パイク |                    |                 |
| 17   | The Big Spill                                             | ロクシー・シモンズ     | BIG Feelings                       | マリー・ヴァン・ワッセンホーヴェン | エイヴァ・キバリアン                      |                    |                 |
| 18   | Nature Chat                                               | レキシー・カハノビッツ | Everyone is Special                | （リバイバル）                     | エイヴァ・キバリアン                      |                    |                 |
| 19   | The Great Grateful Scavenger Hunt                         | ジム・ノーラン         | There's So Much to be Thankful For | マリー・ヴァン・ワッセンホーヴェン | カサンドラ・ダシルヴァ ジョナサン・パイク |                    |                 |
| 20   | David the Hero                                            | ニキ・リットン         | Everyone is Special                | （リバイバル）                     | エイヴァ・キバリアン                      |                    |                 |

## ショートムービー
2024年9月4日、バーニーをはじめとした恐竜のキャラクターによる各自己紹介映像がYouTubeにて配信された。その後、バーニーが各子どもたちと関わる動画も随時投稿。英語圏において第7話以降はテレビ放送にて初公開。
フィッシャープライス公式チャンネル投稿分ではマルチ音声トラックが利用されており、日本語への選択も可能となっている。ただしバーニー役である武内の出演と挿入歌の訳詞を除き、キャスティングやキャラクターの口調などの翻訳はテレビシリーズ本編と異なっている。シリーズ放送開始後はカートゥーン・ネットワーク内で幕間としての放送や公式Youtubeチャンネルへの投稿がされているものの、再収録は行われていない。
| 話数 | サブタイトル          | メインキャラクター | 挿入歌                         | 配信日        | 日本放送日      |
| ---- | --------------------- | ------------------ | ------------------------------ | ------------- | --------------- |
| 1    | Let's Meet BARNEY     | バーニー           |                                | 2024年 9月4日 | 2024年 10月19日 |
| 2    | Let's Meet BABY POP   | ベイビーポップ     |                                | 2024年 9月4日 |                 |
| 3    | Let's Meet BILLY      | ビリー             |                                | 2024年 9月4日 |                 |
| 4    | Clean Up              | ヴィヴィー         | Clean Up, Clean Up             | 9月20日       | 10月19日        |
| 5    | Check In On Your Body | デヴィッド         | Body Check-In Song             | 9月27日       | 10月19日        |
| 6    | Anger                 | メル               | I've Got You                   | 10月2日       | 10月26日        |
| 7    | Sharing               | メル               | I Love to Listen to Your Ideas | 10月25日      | 10月26日        |
| 8    | Big Happy Feeling     | デヴィッド         |                                | 11月1日       | 10月26日        |
| 9    | Make It Myself        | ヴィヴィー         | We Can Do Great Things         | 11月9日       | 10月26日        |
| 10   | A Big Sad             | ヴィヴィー         |                                | 11月15日      | 11月2日         |
| 11   | Little by Little      | デヴィッド         |                                | 11月22日      | 11月2日         |
| 12   | That Dizzy Feeling    | ヴィヴィー         |                                | 11月29日      |                 |
| 13   | Here If You Need Me   | メル               |                                | 12月6日       |                 |

## スペシャル

### I Love Me Too
2025年1月31日にYoutubeにて全編が公開。ショートムービー同様、フィッシャープライス公式チャンネル投稿分では日本語を含めた複数の言語での視聴が可能となっている。
ベイビーポップを主人公とした、自己愛がテーマのストーリーとなっている。制作にあたり、アニメーションスタジオや一部主要スタッフが変更されている。

## 日本語版スタッフ
- プロデューサー：村杉奈穂
- 翻訳：桜井裕子
- 演出：早川陽一
- 音楽演出：亀川浩未（インクルード・PD[31]）

- 調整：平田圭
- 制作：中川ゆかり
- 日本語版制作：カートゥーン・ネットワーク、Qooop, inc

## 元スタッフによる批判
2023年2月に新たなバーニーの外観が発表された際、オリジナルシリーズにおけるバーニーの演者がそれぞれ見解を示している。
当時のスーツアクターであるデヴィッド・ジョイナーは「子どもの恐竜のようだ。」「おとなの恐竜には見えない。」と述べた。
一方でバーニーの声を演じていたボブ・ウェストはフルリニューアルを好意的に捉え、「一方では伝統と何も変えないという姿勢があり、もう一方では最新にして、時代精神と現在の文化に本当に合うようにしている」とし、「新たなデザインが本当に好きだ」と語った。また役への復帰に積極的な意向を見せており、「制作陣とぜひ話をしたい」とも述べた。